# Saint-Martin-de-Bernegoue
Saint-Martin-de-Bernegoue è un comune francese di 793 abitanti situato nel dipartimento delle Deux-Sèvres nella regione della Nuova Aquitania.

## Società

### Evoluzione demografica
Abitanti censiti